# Kouandé

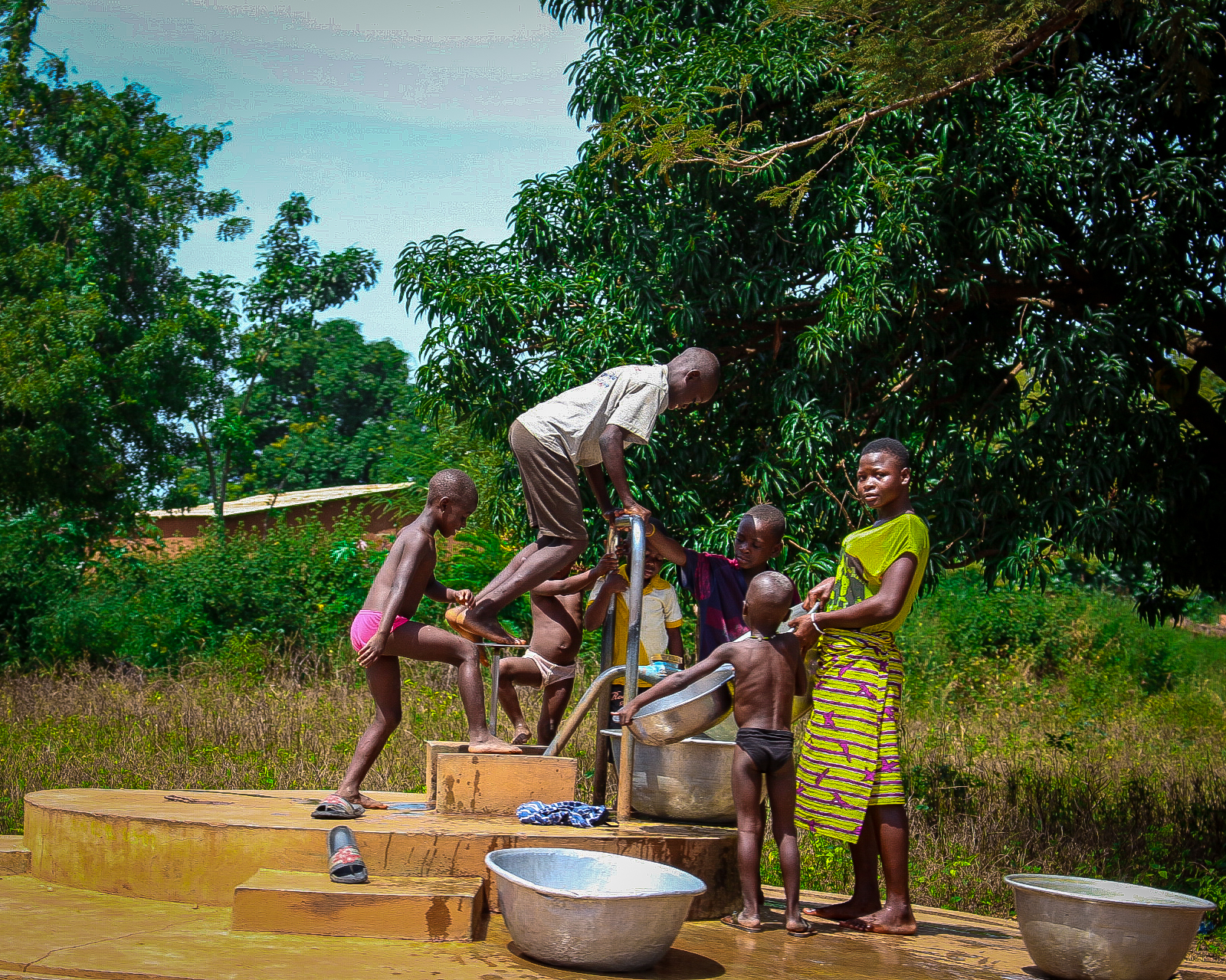
Kouandé.

Kouandé är en kommun i departementet Atacora i Benin. Kommunen hade 111 540 invånare år 2013.

## Arrondissement
Kouandé är delat i sex arrondissement: Birni, Chabi-Couma, Fô-Tancé, Guilmaro, Kouandé och Oroukayo.